# Saison 1995-1996 du Football Club de Grenoble rugby
Cette page présente la saison 1995-1996 du Football club de Grenoble rugby.
Sous la direction de Nano Capdouze les Mammouths vont devenir des Gazelles.
En début de saison,  un classement des plus grands clubs français des 15 dernières années situe le FC Grenoble à la quatrième place derrière Toulouse, Agen et Toulon.
L'ancien international Didier Camberabero rejoint le club et forme alors la charnière avec son frère Gilles. Le club est éliminé en huitième de finale du Championnat par Dax sur le score de 28 à 14 alors qu'il avait terminé deuxième de sa poule derrière le Stade toulousain.
Malgré son élimination, Grenoble, 4e club français à l'issue des matchs de poules et meilleur battu des huitièmes de finale se qualifie pour la deuxième coupe d'Europe, nommé conférence européenne.
Mais finalement, Bernard Lapasset fera jouer des matchs de barrages entre les clubs battus en huitièmes de finale et le club en pleine crise interne sera éliminé par Périgueux.
Cet échec entraînera le départ de la plupart des vedettes de l'équipe comme le capitaine Olivier Brouzet mais aussi de presque toute la ligne de trois-quarts Laurent Burg, Olivier Toulouze ainsi que les deux futurs internationaux David Dantiacq et Laurent Leflamand.
L'entraîneur Éric Ferruit est remercié et son compère Jean Capdouze renonce à continuer l'aventure.

## Les matchs de la saison
Grenoble termine 2e de sa poule dernière le Stade toulousain avec 11 victoires, 1 nul et 6 défaites.

### À domicile
- Grenoble-Racing 18-6
- Grenoble-Toulouse 19-13
- Grenoble-Narbonne 26-12
- Grenoble-Nîmes 30-11
- Grenoble-Bayonne 40-10
- Grenoble-Perpignan 18-9
- Grenoble-Agen 11-17
- Grenoble-Toulon 25-12
- Grenoble-Nice 25-21

### À l’extérieur
- Racing-Grenoble 15-21
- Toulouse-Grenoble 58-0
- Narbonne 26-14
- Nîmes-Grenoble 17-17
- Bayonne-Grenoble 13-17
- Perpignan-Grenoble 14-16
- Agen-Grenoble 20-7
- Toulon-Grenoble 25-10
- Nice-Grenoble 22-11

## Classement des 2 poules de 10
| Pos | Équipe                | Points |
| --- | --------------------- | ------ |
| 1   | Stade toulousain      | 43     |
| 2   | FC Grenoble           | 41     |
| 3   | RC Toulon             | 40     |
| 4   | RC Narbonne           | 38     |
| 5   | SU Agen               | 36     |
| 6   | USA Perpignan         | 36     |
| 7   | RC Nîmes              | 34     |
| 8   | RRC Nice              | 33     |
| 9   | Aviron bayonnais      | 32     |
| 10  | Racing club de France | 27     |

| Pos | Équipe              | Points |
| --- | ------------------- | ------ |
| 1   | CA Brive            | 42     |
| 2   | CS Bourgoin-Jallieu | 41     |
| 3   | Castres olympique   | 38     |
| 4   | CA Bègles-Bordeaux  | 38     |
| 5   | AS Montferrand      | 38     |
| 6   | Section paloise     | 36     |
| 7   | US Dax              | 36     |
| 8   | US Colomiers        | 34     |
| 9   | FCS Rumilly         | 33     |
| 10  | Montpellier RC      | 24     |

## Tour qualificatif
| Équipe 1              | Équipe 2        | Résultat |
| --------------------- | --------------- | -------- |
| RRC Nice              | ES Catalane     | 9-12     |
| Biarritz olympique    | AS Montferrand  | 3-40     |
| US Dax                | FC Lourdes      | 49-13    |
| AS Béziers            | USA Perpignan   | 18-31    |
| FC Auch               | US Colomiers    | 9-24     |
| SU Agen               | Stade dijonnais | 35-3     |
| Paris université club | Section paloise | 28-54    |
| CA Périgueux          | RC Nîmes        | 18-15    |

Les équipes dont le nom est en caractères gras sont qualifiées pour les huitièmes de finale.

## Huitièmes de finale
| Équipe 1          | Équipe 2            | Résultat |
| ----------------- | ------------------- | -------- |
| Stade toulousain  | ES Catalane         | 27-16    |
| RC Narbonne       | AS Montferrand      | 23-20    |
| US Dax            | FC Grenoble         | 28-14    |
| RC Toulon         | USA Perpignan       | 16-15    |
| CA Brive          | US Colomiers        | 24-18    |
| SU Agen           | CA Bègles-Bordeaux  | 25-18    |
| Castres olympique | Section paloise     | 6-14     |
| CA Périgueux      | CS Bourgoin-Jallieu | 12-26    |

## Quarts de finale
| Équipe 1         | Équipe 2            | Résultat |
| ---------------- | ------------------- | -------- |
| Stade toulousain | RC Narbonne         | 12-9     |
| US Dax           | RC Toulon           | 25-11    |
| CA Brive         | SU Agen             | 13-12    |
| Section paloise  | CS Bourgoin-Jallieu | 21-18    |

Les équipes dont le nom est en caractères gras sont qualifiées pour les demi-finales.

## Demi-finales
| Équipe 1         | Équipe 2        | Résultat |
| ---------------- | --------------- | -------- |
| Stade toulousain | US Dax          | 36-23    |
| CA Brive         | Section paloise | 23-21    |

Le Stade toulousain et Brive sont qualifiés pour la finale.

## Finale
| Équipe 1         | Équipe 2 | Résultat |
| ---------------- | -------- | -------- |
| Stade toulousain | CA Brive | 20-13    |

## Challenge Yves Du Manoir
En Challenge Yves du Manoir, Grenoble après 4 victoires (à Dax et à Colomiers puis contre Lourdes et Montferrand) et 2 défaites (à Bourgoin puis à domicile contre Castres) en matchs de poules est éliminé en quart de finale par  Montferrand.

### À domicile
- Grenoble-Montferrand (à Annecy) 15-14
- Grenoble-Lourdes 50-14
- Grenoble-Castres 13-17

### À l’extérieur
- Colomiers-Grenoble 23-30 (à Lavelanet)
- Dax-Grenoble 10-13
- Bourgoin-Grenoble (à Lyon) 11-5

### Tableau final
|  | Quarts de finale      | Quarts de finale | Quarts de finale | Quarts de finale |                 |                 | Demi-finales              | Demi-finales              | Demi-finales              | Demi-finales              |  |  | Finale                                 | Finale                                 | Finale                                 | Finale                                 |
|  |                       |                  |                  |                  |                 |                 |                           |                           |                           |                           |  |  |                                        |                                        |                                        |                                        |
|  | 6 janvier 1996        | 6 janvier 1996   | 6 janvier 1996   | 6 janvier 1996   |                 |                 | 14 janvier 1996, Aurillac | 14 janvier 1996, Aurillac | 14 janvier 1996, Aurillac | 14 janvier 1996, Aurillac |  |  | 14 janvier 1996, Stade Charléty, Paris | 14 janvier 1996, Stade Charléty, Paris | 14 janvier 1996, Stade Charléty, Paris | 14 janvier 1996, Stade Charléty, Paris |
|  | 6 janvier 1996        | 6 janvier 1996   | 6 janvier 1996   | 6 janvier 1996   |                 |                 | 14 janvier 1996, Aurillac | 14 janvier 1996, Aurillac | 14 janvier 1996, Aurillac | 14 janvier 1996, Aurillac |  |  | 14 janvier 1996, Stade Charléty, Paris | 14 janvier 1996, Stade Charléty, Paris | 14 janvier 1996, Stade Charléty, Paris | 14 janvier 1996, Stade Charléty, Paris |
|  | CA Brive              | CA Brive         | 21               | 21               |                 |                 | 14 janvier 1996, Aurillac | 14 janvier 1996, Aurillac | 14 janvier 1996, Aurillac | 14 janvier 1996, Aurillac |  |  | 14 janvier 1996, Stade Charléty, Paris | 14 janvier 1996, Stade Charléty, Paris | 14 janvier 1996, Stade Charléty, Paris | 14 janvier 1996, Stade Charléty, Paris |
|  | CA Brive              | CA Brive         | 21               | 21               |                 |                 | 14 janvier 1996, Aurillac | 14 janvier 1996, Aurillac | 14 janvier 1996, Aurillac | 14 janvier 1996, Aurillac |  |  | 14 janvier 1996, Stade Charléty, Paris | 14 janvier 1996, Stade Charléty, Paris | 14 janvier 1996, Stade Charléty, Paris | 14 janvier 1996, Stade Charléty, Paris |
|  | AS Béziers            | AS Béziers       | 6                | 6                |                 |                 | 14 janvier 1996, Aurillac | 14 janvier 1996, Aurillac | 14 janvier 1996, Aurillac | 14 janvier 1996, Aurillac |  |  | 14 janvier 1996, Stade Charléty, Paris | 14 janvier 1996, Stade Charléty, Paris | 14 janvier 1996, Stade Charléty, Paris | 14 janvier 1996, Stade Charléty, Paris |
|  | AS Béziers            | AS Béziers       | 6                | 6                | CA Brive        | CA Brive        | 12                        | 12                        |                           |                           |  |  | 14 janvier 1996, Stade Charléty, Paris | 14 janvier 1996, Stade Charléty, Paris | 14 janvier 1996, Stade Charléty, Paris | 14 janvier 1996, Stade Charléty, Paris |
|  | 7 janvier 1996, Brive |                  |                  |                  | CA Brive        | CA Brive        | 12                        | 12                        |                           |                           |  |  | 14 janvier 1996, Stade Charléty, Paris | 14 janvier 1996, Stade Charléty, Paris | 14 janvier 1996, Stade Charléty, Paris | 14 janvier 1996, Stade Charléty, Paris |
|  |                       |                  | AS Montferrand   | AS Montferrand   | 9               | 9               |                           |                           |                           |                           |  |  | 14 janvier 1996, Stade Charléty, Paris | 14 janvier 1996, Stade Charléty, Paris | 14 janvier 1996, Stade Charléty, Paris | 14 janvier 1996, Stade Charléty, Paris |
|  | FC Grenoble           | FC Grenoble      | AS Montferrand   | AS Montferrand   | 9               | 9               | 15                        | 15                        |                           |                           |  |  | 14 janvier 1996, Stade Charléty, Paris | 14 janvier 1996, Stade Charléty, Paris | 14 janvier 1996, Stade Charléty, Paris | 14 janvier 1996, Stade Charléty, Paris |
|  | FC Grenoble           | FC Grenoble      | 14 janvier 1996, |                  |                 |                 | 15                        | 15                        |                           |                           |  |  | 14 janvier 1996, Stade Charléty, Paris | 14 janvier 1996, Stade Charléty, Paris | 14 janvier 1996, Stade Charléty, Paris | 14 janvier 1996, Stade Charléty, Paris |
|  | AS Montferrand        | AS Montferrand   | 27               | 27               |                 |                 |                           |                           |                           |                           |  |  | 14 janvier 1996, Stade Charléty, Paris | 14 janvier 1996, Stade Charléty, Paris | 14 janvier 1996, Stade Charléty, Paris | 14 janvier 1996, Stade Charléty, Paris |
|  | AS Montferrand        | AS Montferrand   | 27               | 27               | CA Brive        | CA Brive        | 12                        | 12                        |                           |                           |  |  |                                        |                                        |                                        |                                        |
|  | 6 janvier 1996        |                  |                  |                  | CA Brive        | CA Brive        | 12                        | 12                        |                           |                           |  |  |                                        |                                        |                                        |                                        |
|  |                       |                  | Section paloise  | Section paloise  | 6               | 6               |                           |                           |                           |                           |  |  |                                        |                                        |                                        |                                        |
|  | Section paloise       | Section paloise  | Section paloise  | Section paloise  | 6               | 6               | 15                        | 15                        |                           |                           |  |  |                                        |                                        |                                        |                                        |
|  | Section paloise       | Section paloise  |                  |                  |                 |                 |                           |                           |                           |                           |  |  |                                        |                                        |                                        |                                        |
|  | USA Perpignan         | USA Perpignan    | 5                | 5                |                 |                 |                           |                           |                           |                           |  |  |                                        |                                        |                                        |                                        |
|  | USA Perpignan         | USA Perpignan    | 5                | 5                | Section paloise | Section paloise | 9                         | 9                         |                           |                           |  |  |                                        |                                        |                                        |                                        |
|  | 7 janvier 1996        |                  |                  |                  | Section paloise | Section paloise | 9                         | 9                         |                           |                           |  |  |                                        |                                        |                                        |                                        |
|  |                       |                  | RC Toulon        | RC Toulon        | 9               | 9               |                           |                           |                           |                           |  |  |                                        |                                        |                                        |                                        |
|  | RC Toulon             | RC Toulon        | RC Toulon        | RC Toulon        | 9               | 9               | 23                        | 23                        |                           |                           |  |  |                                        |                                        |                                        |                                        |
|  | RC Toulon             | RC Toulon        |                  |                  |                 |                 |                           | 23                        |                           |                           |  |  |                                        |                                        |                                        |                                        |
|  | CA Bègles             | CA Bègles        | 16               | 16               |                 |                 |                           |                           |                           |                           |  |  |                                        |                                        |                                        |                                        |
|  | CA Bègles             | CA Bègles        | 16               | 16               |                 |                 |                           |                           |                           |                           |  |  |                                        |                                        |                                        |                                        |
|  |                       |                  |                  |                  |                 |                 |                           |                           |                           |                           |  |  |                                        |                                        |                                        |                                        |

## Effectif de la saison 1995-1996
| Nom                | Poste                  | Naissance         | Nationalité    |
| ------------------ | ---------------------- | ----------------- | -------------- |
| Fréderic Aimard    | Pilier                 | 24 avril 1974     | France         |
| Stuart Evans       | Pilier                 | 14 juin 1963      | Pays de Galles |
| Romain Magellan    | Pilier                 | 13 mai 1973       | France         |
| Sylvain Marconnet  | Pilier                 | 8 avril 1976      | France         |
| Éric Michaud       | Pilier                 | 14 décembre 1965  | France         |
| Philippe Tapié     | Pilier                 | 2 novembre 1966   | France         |
| Fabrice Landreau   | Talonneur              | 1er août 1968     | France         |
| Olivier Brouzet    | Deuxième ligne         | 22 novembre 1972  | France         |
| Thierry Devergie   | Deuxième ligne         | 27 juillet 1966   | France         |
| Franz Jolmès       | Deuxième ligne         | 13 juin 1968      | France         |
| Cedrick Lavasele   | Deuxième ligne         | 5 décembre 1974   | France         |
| Jérôme Dhien       | Troisième ligne aile   | 26 août 1973      | France         |
| Lionel Mallier     | Troisième ligne aile   | 6 mars 1974       | France         |
| Jean-Yves Morel    | Troisième ligne aile   | 10 février 1969   | France         |
| Willy Taofifénua   | Troisième ligne aile   | 4 février 1963    | France         |
| Stéphane Geraci    | Troisième ligne centre | 3 août 1966       | France         |
| Pierre Ortet       | Troisième ligne centre | 11 février 1971   | France         |
| Sébastien Buada    | Demi de mêlée          | 30 avril 1977     | France         |
| Gilles Camberabero | Demi de mêlée          | 11 janvier 1963   | France         |
| Nicolas Guilhot    | Demi de mêlée          | 18 septembre 1972 | France         |
| Didier Camberabero | Demi d'ouverture       | 9 janvier 1961    | France         |
| Bernard Monnier    | Demi d'ouverture       | 18 août 1964      | France         |
| Laurent Burg       | Centre                 | 10 août 1967      | France         |
| David Dantiacq     | Centre                 | 10 janvier 1970   | France         |
| Jérémie Mazille    | Centre                 | 18 février 1974   | France         |
| Franck Rimet       | Centre                 | 7 mars 1971       | France         |
| Brice Bardou       | Ailier                 | 13 février 1969   | France         |
| Franck Corrihons   | Ailier                 | 7 septembre 1970  | France         |
| Laurent Leflamand  | Ailier                 | 4 avril 1968      | France         |
| Pascal Villard     | Ailier                 | 22 février 1969   | France         |
| Xavier Cambres     | Arrière                | 11 juin 1974      | France         |
| Olivier Toulouze   | Arrière                | 25 décembre 1970  | France         |

### Équipe-Type
1. Fréderic Aimard  2. Fabrice Landreau 3. Éric Michaud 

4. Olivier Brouzet  5. Thierry Devergie 

6. Lionel Mallier 8. Stéphane Geraci 7. Willy Taofifénua 

9. Gilles Camberabero 10. Didier Camberabero 

11. Franck Corrihons 12. Laurent Burg 13. David Dantiacq 14. Laurent Leflamand 

15. Olivier Toulouze 

## Entraîneurs
L'équipe professionnelle est encadrée par
| Nom           | Poste      | Nationalité |
| ------------- | ---------- | ----------- |
| Nano Capdouze | Entraîneur | France      |
| Éric Ferruit  | Adjoint    | France      |

## Olivier Toulouzeréalise leCoup du chapeauface auxAll Blacks
Le 1er novembre 1995, il est invité avec les Barbarians français pour jouer contre la Nouvelle-Zélande au stade Mayol de Toulon. Les Baa-Baas s'inclinent 19 à 34 mais ce jour-là, il marque les trois essais de son équipe.